# Торре-дель-Бурго
Торре-дель-Бурго (ісп. Torre del Burgo) — муніципалітет в Іспанії, у складі автономної спільноти Кастилія-Ла-Манча, у провінції Гвадалахара. Населення — 195 осіб (2010).
Муніципалітет розташований на відстані близько 65 км на північний схід від Мадрида, 19 км на північний схід від Гвадалахари.

## Демографія
Динаміка населення (INE ):